# Пролетарська Крепость
Пролета́рська Кре́пость (рос. Пролетарська Крепость) — селище у складі Залісовського округу Алтайського краю, Росія.

## Населення
Населення — 168 осіб (2010; 222 у 2002).
Національний склад (станом на 2002 рік):
- росіяни — 84 %